# Ruskträsket
Ruskträsket är en sjö i Lycksele kommun i Lappland och ingår i Umeälvens huvudavrinningsområde. Sjön har en area på 4,83 kvadratkilometer och ligger 237 meter över havet. Ruskträsket ligger i Vindelälven Natura 2000-område.

## Delavrinningsområde
Ruskträsket ingår i det delavrinningsområde (719491-163601) som SMHI kallar för Utloppet av Ruskträsket. Medelhöjden är 269 meter över havet och ytan är 23,33 kvadratkilometer. Räknas de 33 avrinningsområdena uppströms in blir den ackumulerade arean 321,29 kvadratkilometer. Ruskträskbäcken som avvattnar avrinningsområdet har biflödesordning 3, vilket innebär att vattnet flödar genom totalt 3 vattendrag innan det når havet efter 190 kilometer. Avrinningsområdet består mestadels av skog (69 procent). Avrinningsområdet har 4,82 kvadratkilometer vattenytor vilket ger det en sjöprocent på 20,6 procent.